# Pelecopsis alpica
Pelecopsis alpica là một loài nhện trong họ Linyphiidae.
Loài này thuộc chi Pelecopsis. Pelecopsis alpica được Konrad Thaler miêu tả năm 1991.